# Fumihiko Maki

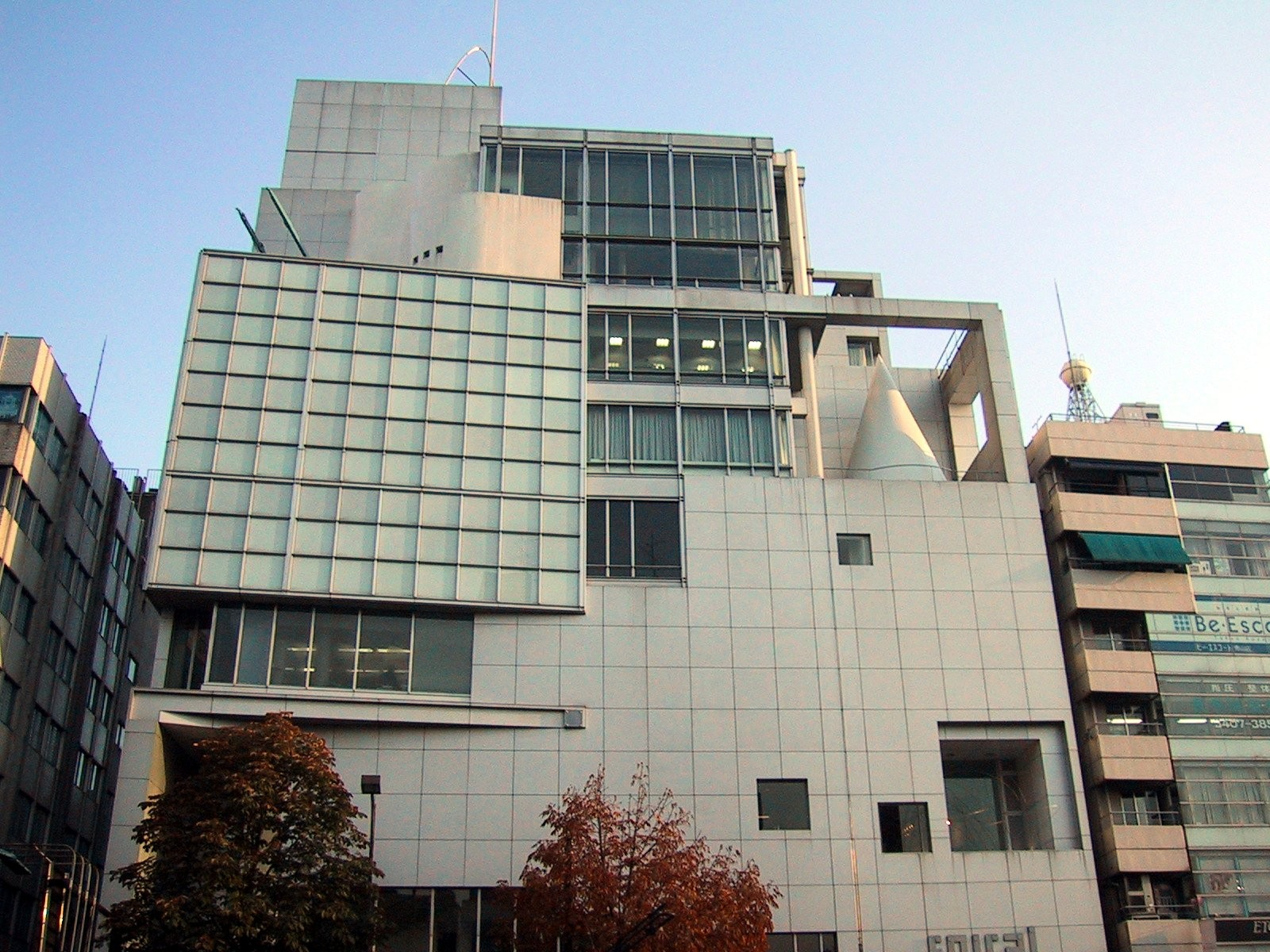
Spiral house, Tokio. Este edificio es la sede social de la empresa Wacoal dedicada a la lencería, en él se celebran exposiciones y varias actividades culturales durante todo el año.

Fumihiko Maki (槇 文彦,Maki Fumihiko) (Tokio, 6 de septiembre de 1928-6 de junio de 2024) fue un arquitecto japonés, ganador del Premio Pritzker de arquitectura (1993).

## Formación
Estudió arquitectura en la Universidad Nacional de Tokio donde se diplomó en 1952. Posteriormente continuó su formación en Estados Unidos realizando un master en arquitectura en la Cranbook Academy of Art en 1953 y completando sus estudios en la Universidad de Harvard (1954). Permaneció en Estados Unidos hasta 1965 donde trabajó y colaboró con Skidmore, Owings and Marrill, además de Sert Jackson and Associates.

## Premios
- Premio Pritzker de arquitectura (1993).[3][4]
- Premio de la Fundación Wolf de las Artes de Jerusalén (1988).[10]